# 箱根湯本駅
箱根湯本駅（はこねゆもとえき）は、神奈川県足柄下郡箱根町湯本にある、小田急箱根鉄道線（箱根登山電車）の駅である。駅番号はOH 51。

## 概要
日本の観光地、箱根の玄関駅の一つである。特急ロマンスカーが小田急電鉄小田原線ないしは東京メトロ千代田線から当駅まで直通運転している。
箱根登山電車は当駅で運行系統が分割されており、当駅から小田原方面は小田急電鉄の車両による4両編成の電車が、強羅方面は小田急箱根の車両による2 - 3両編成の電車が運行され、乗り換えを要する。以前は小田原方面にも箱根登山鉄道（現：小田急箱根）の車両が運転されていたが、2006年3月18日から営業列車がすべて当駅から強羅方面のみの運行になった。また、かつては小田急線新宿方面から当駅まで直通する急行（一般車両を用い別料金は不要）が多数運行されていたが、2008年3月15日のダイヤ改正で廃止された。
バリアフリーと駅周辺の渋滞緩和などを目的に、2009年頃から改良工事を始めて3月14日に橋上駅舎の供用を開始し、2012年4月にペデストリアンデッキなど周辺整備が完了した。
箱根登山鉄道の駅名標やパンフレットに各駅の標高が示されており、当駅はかつて108メートルと表記されていたが、2013年の再調査で96メートルに訂正されている。

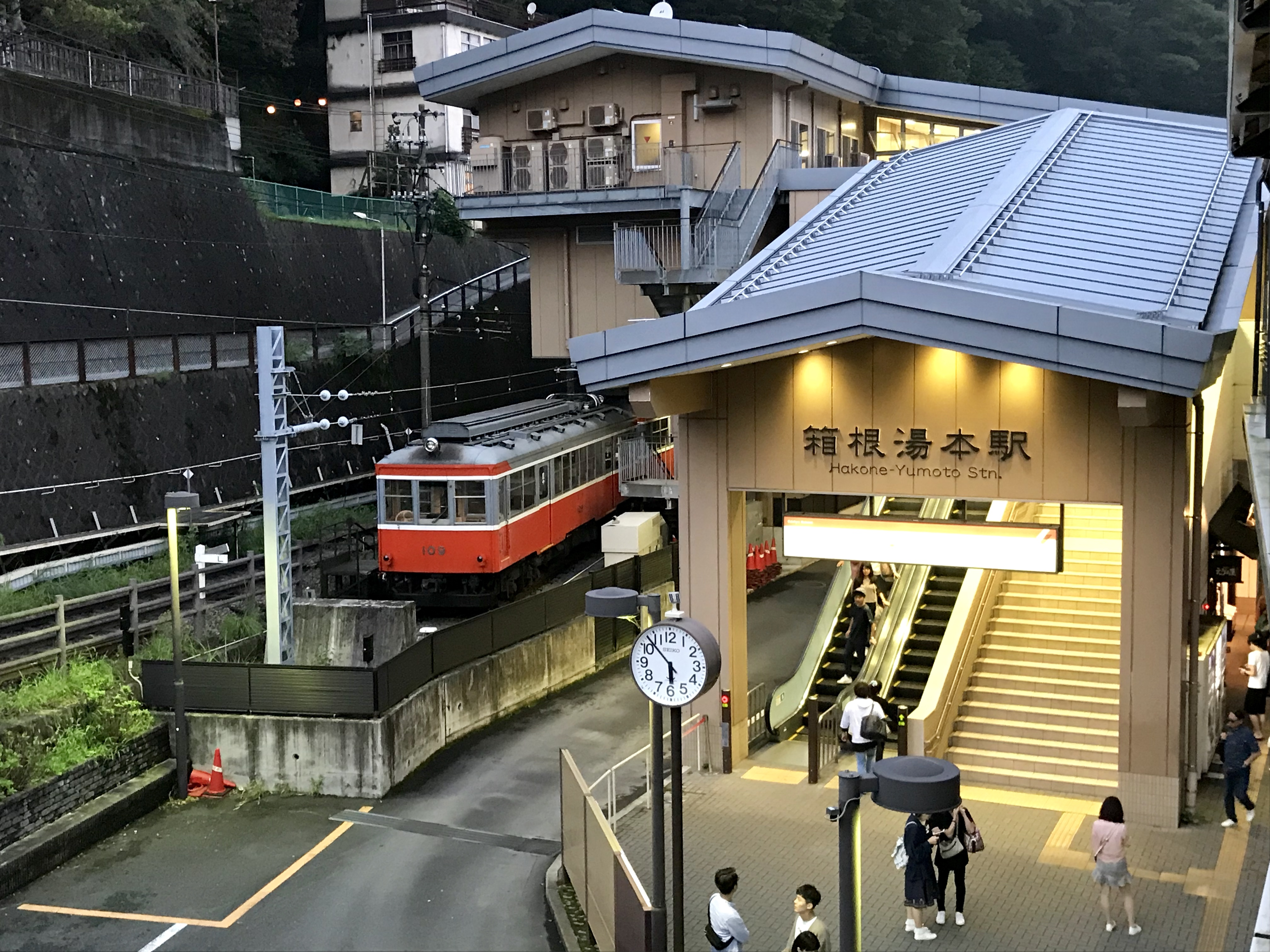
正面出入口（商店街方面から）（2018年9月）
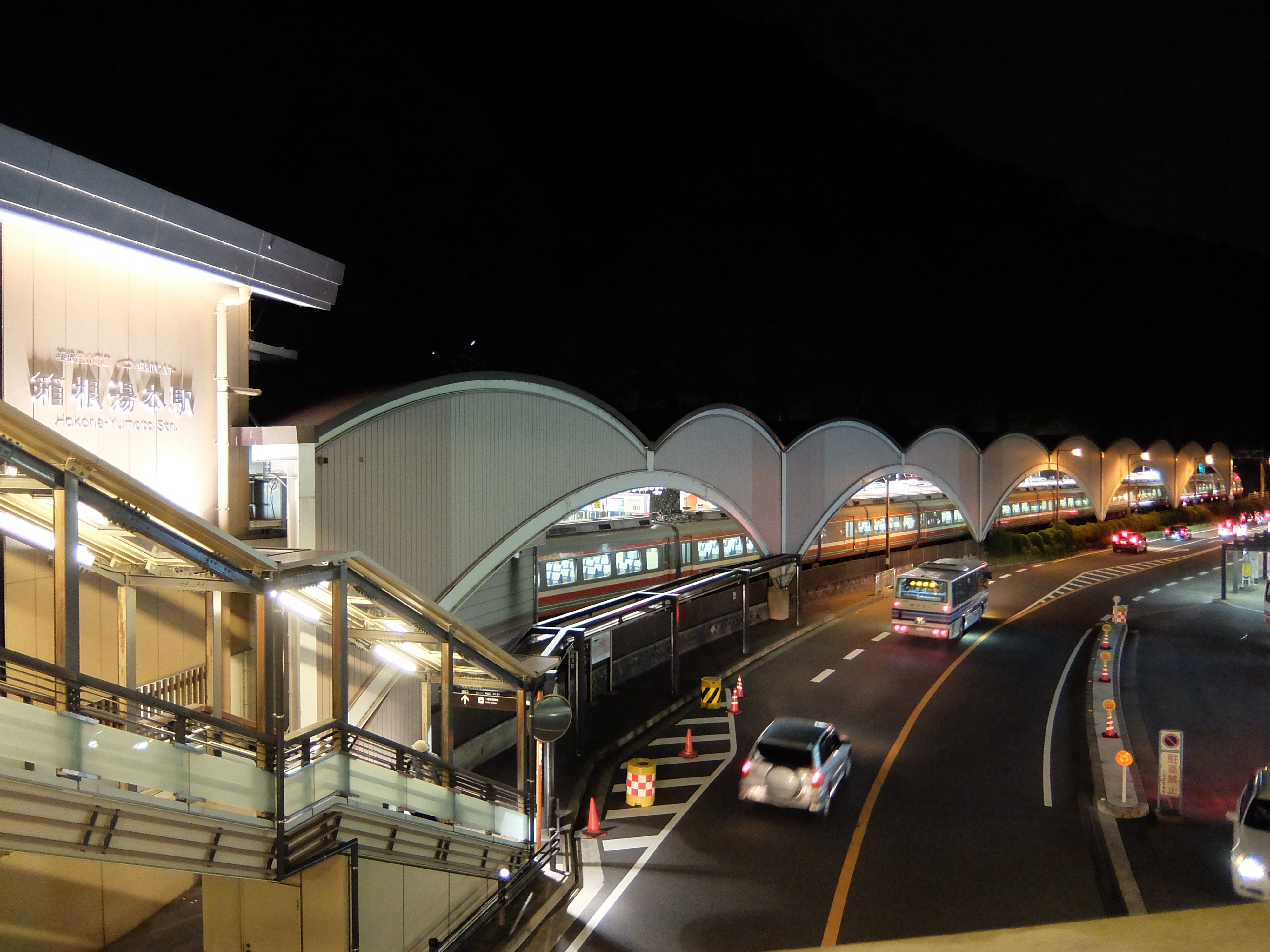
駅の外観（2014年9月）
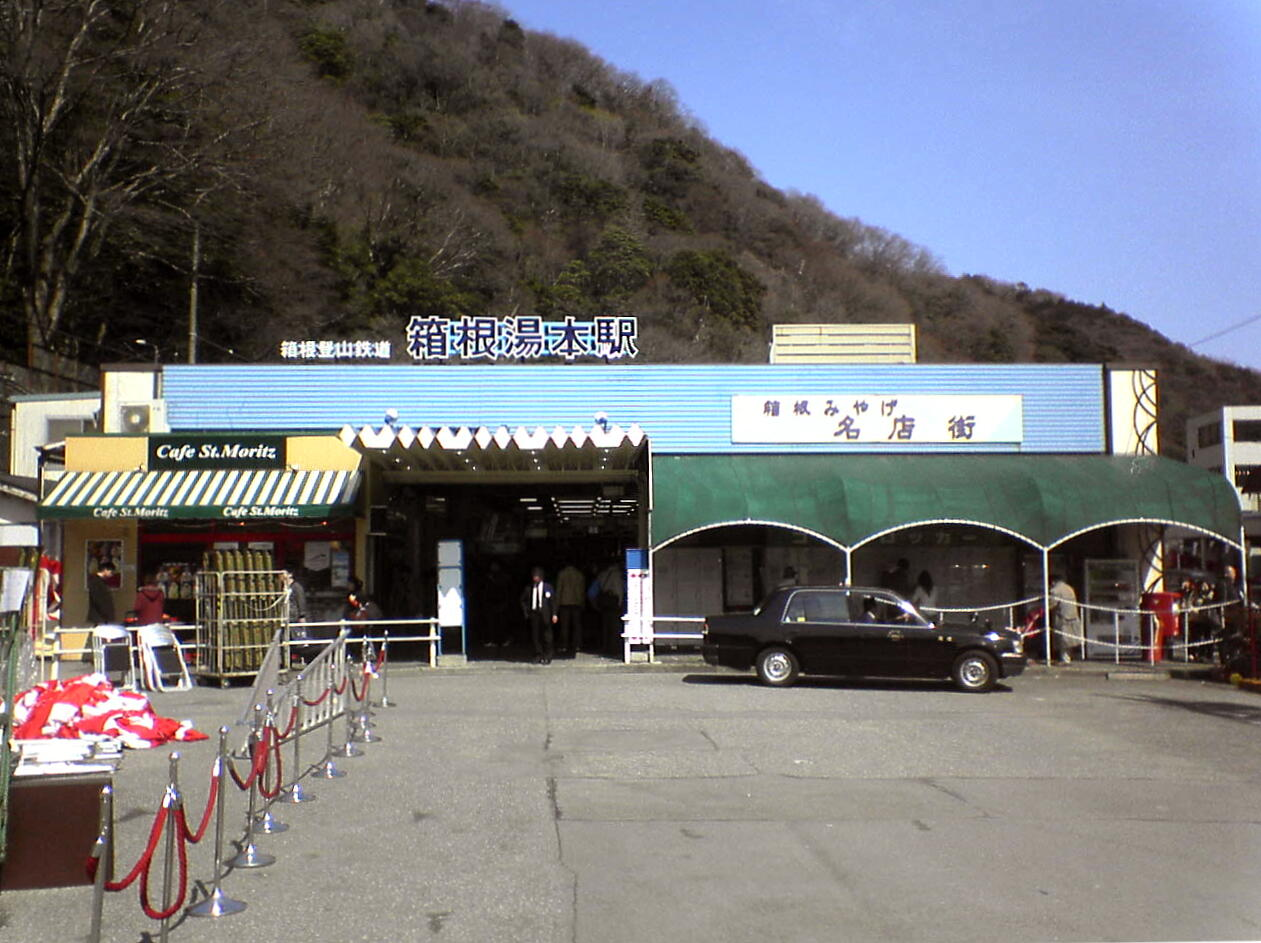
1974年から2009年まで使用された旧駅舎（2005年3月）

## 歴史

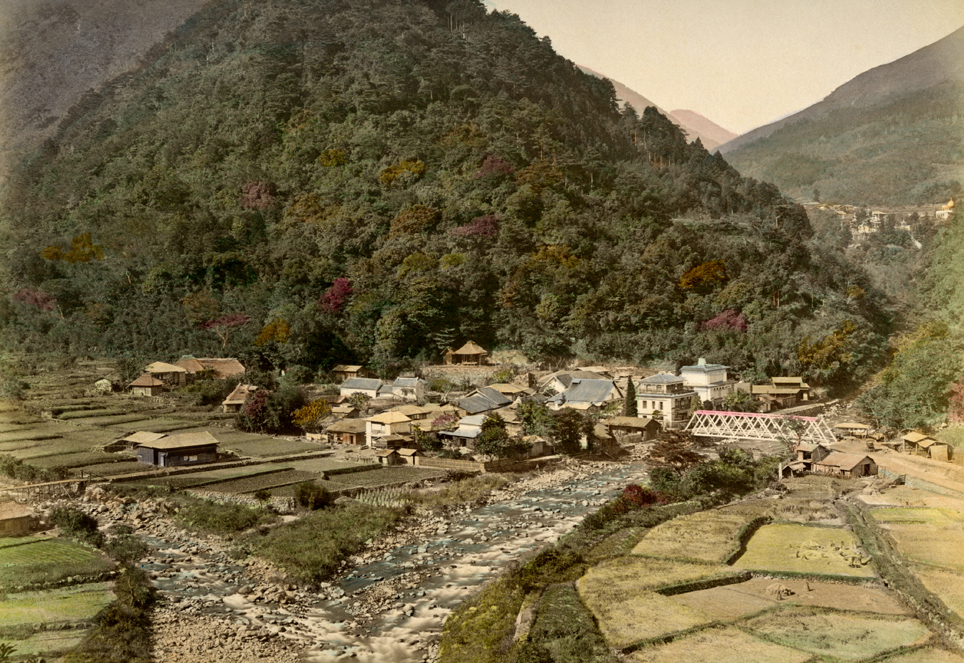
明治期の湯本温泉

- 1888年（明治11年）10月1日：軌道線（後の小田原市内線）が湯本へ乗り入れ。
- 1919年（大正8年）6月1日：鉄道線湯本 - 強羅間開業に伴い箱根湯本駅が開業。軌道線の停留所名も箱根湯本に変更。
- 1935年（昭和10年）10月1日：鉄道線小田原駅乗り入れに伴い、用地転用のため軌道線停留所を廃止。
- 1950年（昭和25年）8月1日：小田急電鉄車両の乗り入れ開始。
- 1962年（昭和37年）：小田急電鉄により当駅の改良工事が開始[5]。
- 1968年（昭和43年）：同工事に伴い神奈川県が土地収用法による家屋撤去の代執行を実施[6]。
- 1970年（昭和45年）10月29日：当駅の改良工事が完了[7]。
- 1974年（昭和49年）5月17日：当駅駅舎および駅前広場の改良工事が完了[5][7]。
- 1982年（昭和57年）7月12日：小田急電鉄の大型（20メートル車）6両編成乗り入れ開始。
- 2005年（平成17年）10月1日：特急ロマンスカー座席券の販売が開始され、当駅 - 小田原間のみの乗車が可能になる。
- 2006年（平成18年）3月18日：当駅 - 小田原間の営業運転が小田急電鉄の車両のみとなる。
- 2008年（平成20年）3月15日：
  - 当駅 - 小田原間での小田急電鉄からの直通列車は特急と4両編成の各駅停車のみとなる。
  - 特急「メトロはこね」運転開始により、当駅より小田急線経由で東京地下鉄千代田線の北千住駅までの直通運転が開始。
- 2009年（平成21年）3月14日：新駅舎の使用を開始[8]。
- 2019年（令和元年）10月12日：令和元年東日本台風（台風19号）の影響により営業休止。13日に小田原方面の運転が再開されたが、強羅方面は道床流出や橋梁流出などの被害が発生し復旧に長期間を要するため[9]、18日から代行バスの運転が開始された[10]。
- 2020年（令和2年）7月23日：当駅 - 強羅間の運転再開（代行バスは前日に運行終了）[11][12]。

## 駅構造
島式ホーム・相対式ホームを組み合わせた2面4線の地上駅である。改札口は橋上駅舎部に位置し、トイレはホームと同一階の南西側の改札内にある。
終日社員配置駅で、小田急箱根の自社単独駅では唯一自動改札機が設置されており、小田急ロマンスカー特急券うりば、出札窓口、自動券売機、小田急トラベル箱根湯本営業所がある。ホームには売店、ロマンスカー当日分券売機があり、小田原までの特急券（席に余裕のある場合のみ発売、座席指定なし）は発車前にホーム係員が発売する。一部時間帯の小田原方面行き列車を除き、駅員が出発指示合図を出してから列車が発車する。
箱根登山電車は当駅を境に、強羅方面は750ボルトで小田原方面は1500ボルトと架線電圧が異なるため、当駅構内の入生田駅寄りで三線軌が狭軌と標準軌に分岐した辺りにデッドセクションを設けている。ここを小田急箱根の車両が通過すると一瞬車内が停電する現象が起こるが、2006年以降はデッドセクション区間を通過する営業列車は設定されていない。
小田急箱根の車両の散水タンク（車端部床下にあり、急曲線で線路に散水する）への給水設備が3・4番ホーム間に設けられている。
強羅方面へは、当駅を出発するとすぐに80パーミルの上り勾配となる。

### のりば
| ホーム | 路線         | 方向       | 行先             | 備考                 |
| ------ | ------------ | ---------- | ---------------- | -------------------- |
| 1      | 箱根登山電車 | 上り       | 小田原・新宿方面 | 小田急ロマンスカー   |
| 2      | 箱根登山電車 | 上り       | 小田原・新宿方面 | 各駅停車             |
| 3      | 箱根登山電車 | 下り       | 強羅方面         |                      |
| 4      | 臨時ホーム   | 臨時ホーム | 臨時ホーム       | 通常は上りの降車専用 |

- 4番ホームは塔ノ沢寄りの構内踏切を横断して行き来する構造で、到着後に入生田検車区へ回送される列車が使用するほか、混雑時は4番ホームで乗客が下車したのちに強羅方へ引き上げ、3番ホームへ入換して客扱いを行う。使用しない時間帯は閉鎖されている。
- 2番ホームは小田急車4両編成の夜間滞泊がある。

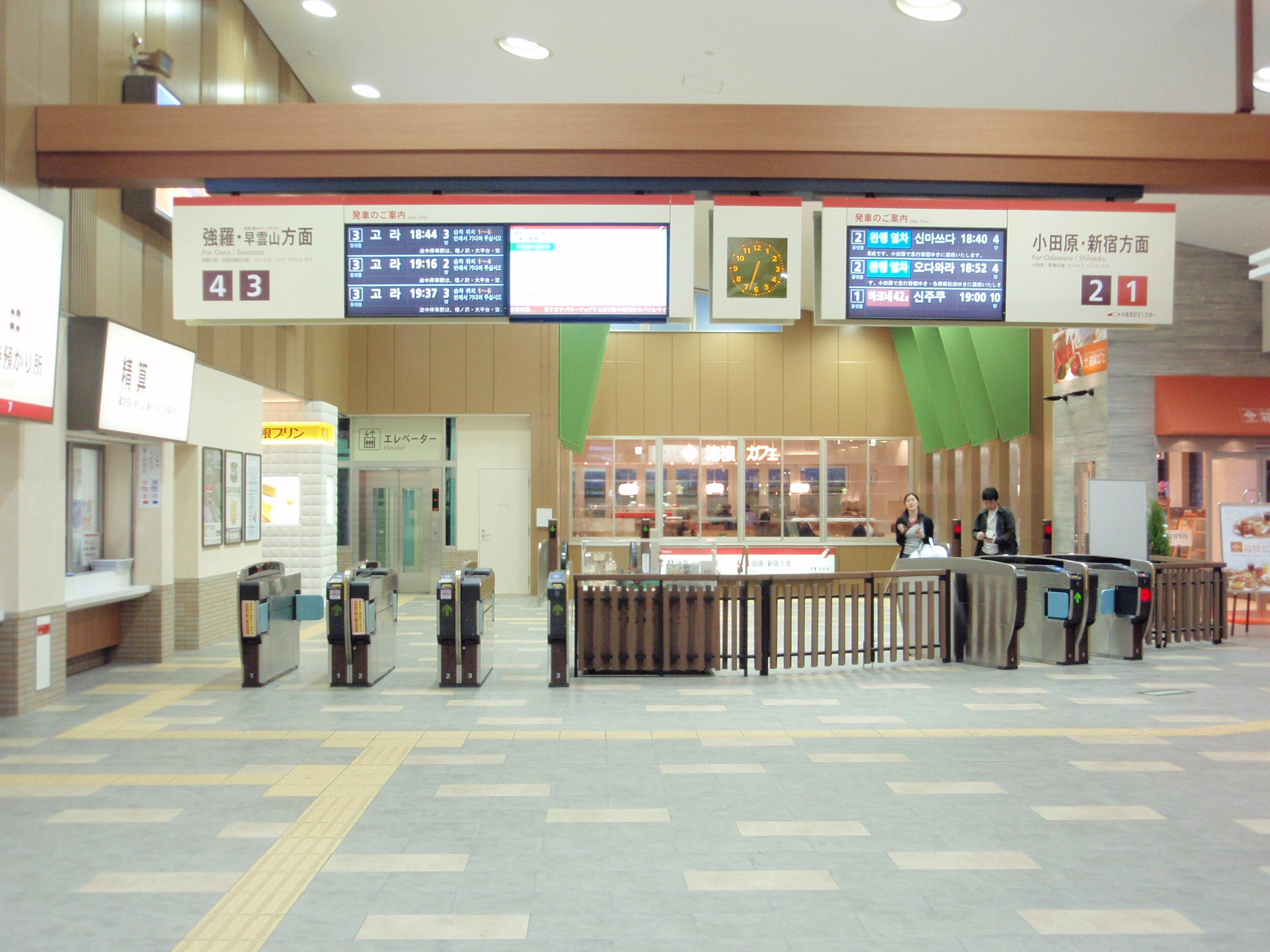
改札口（2009年6月）
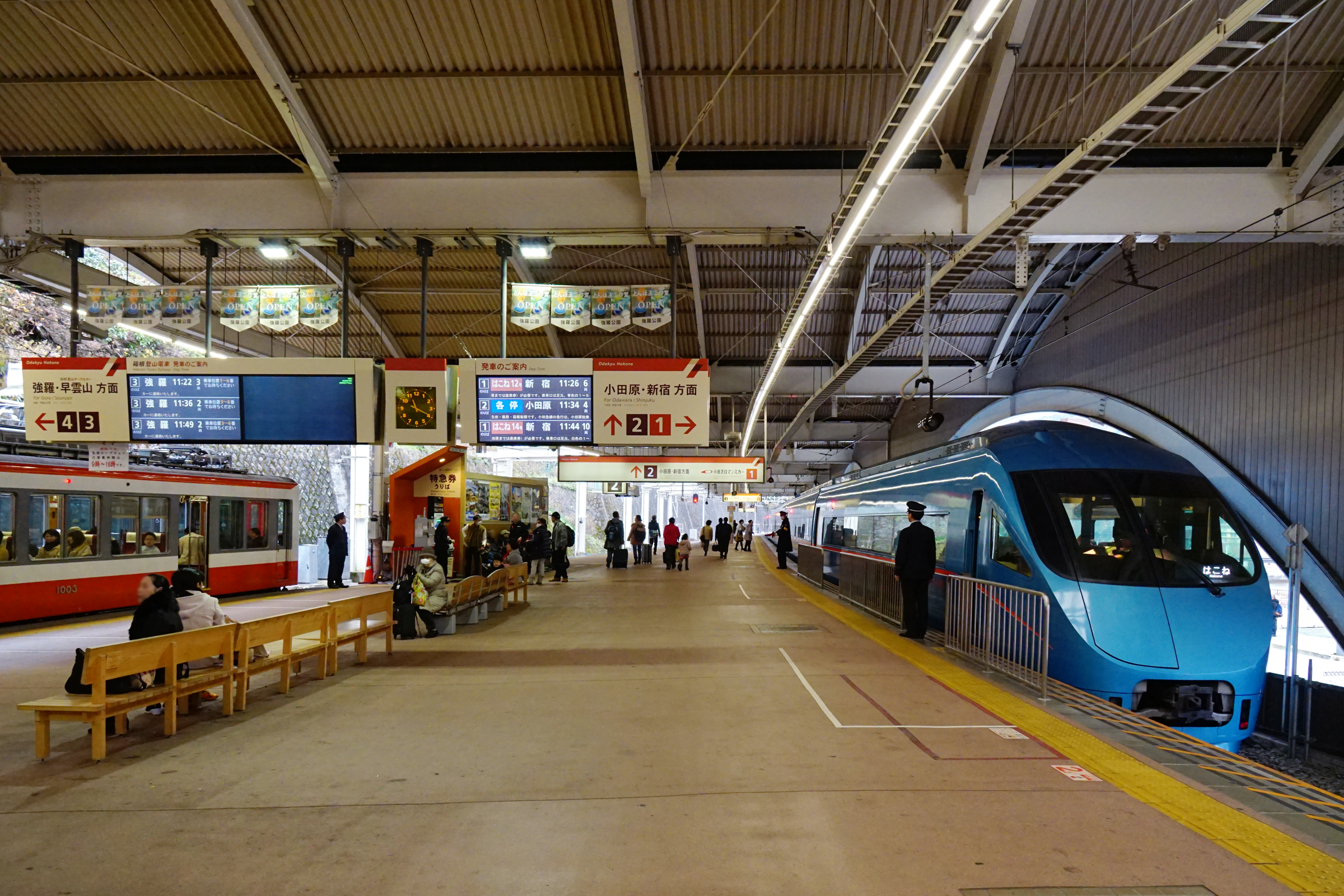
ホーム全景。右が1番ホーム、奥が2番ホーム、左が3番ホーム。（2016年12月）
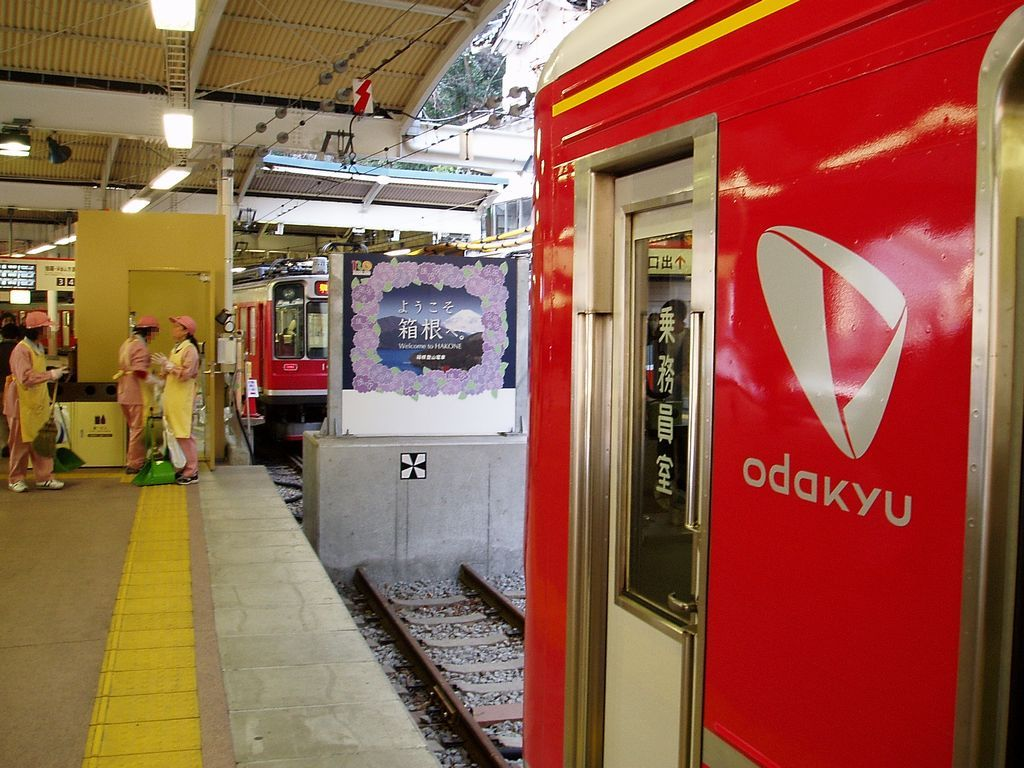
2番ホームと3番ホームの間の車止め（2009年3月）

### 駅構内の構造の変遷

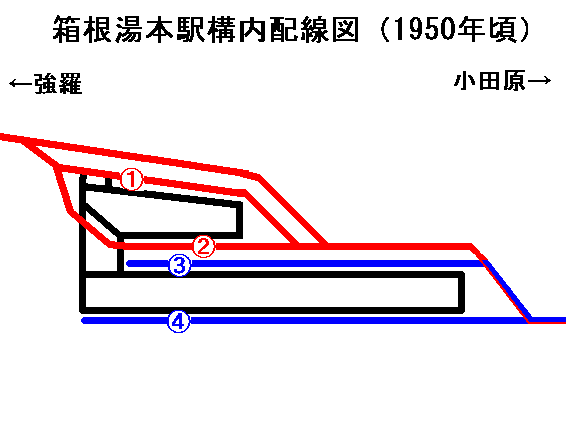
1950年頃の構内図
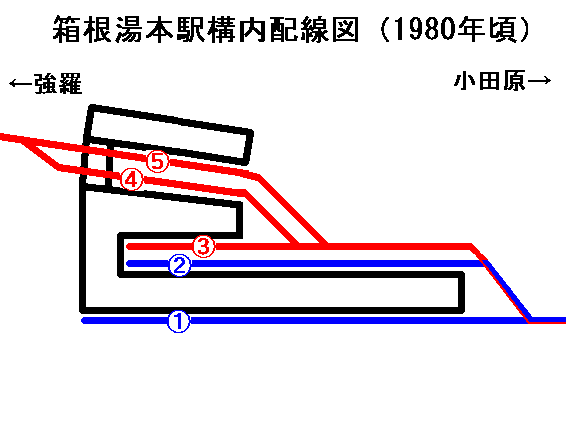
1980年頃の構内図
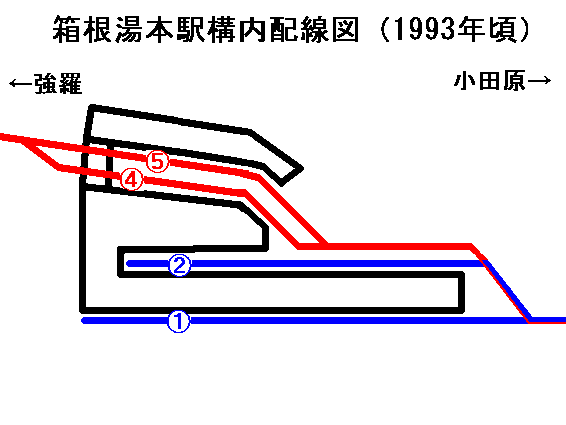
1993年頃の構内図

小田急車両乗り入れ当初は、発着番線の数字が現在の配置と逆順序で、1980年当時の旧3番線と4番線のホームが箱根登山車両のホームで、5番線は箱根登山車両の留置線であった。1番線（1980年当時の5番線）=留置線、2番線（1980年当時の4番線）=小田原方面、3番線（1980年当時の3番線）=強羅方面、4番線（1980年当時の2番線）=小田急通勤車両、5番線（1980年当時の1番線）=小田急ロマンスカー車両が発着していた。
1992年までは箱根登山鉄道車両による小田原方面用ホーム（線路は標準軌）があったが、1993年の3両編成化の際に廃止となり、2・4番線ホームの延伸・拡幅に利用されている。以後、頭端式ホーム1面2線、相対式ホーム2面2線の計3面4線となり、3番線はしばらく欠番になった。5番線は強羅方面からの小田原方面行ホームであったが、前記したように2006年3月18日以降のダイヤでは小田原方面に向かう列車は当駅始発の小田急車両のみとなったことから、強羅方面から当駅止まりの一部列車が使用していた。
2番線はかつて小田急通勤車6両編成分の有効長であったが、2008年3月16日から2両分小田原方に車止めを移動した際に有効長は4両編成分となり、特急ロマンスカーは1番線からの発着に限定されるようになった。その後、同年中にホームを拡幅した際に4番線の延長線上に車止めも移設された。さらに4・5番線はそれぞれ3・4番線に改番された。2011年1月時点では、2番線と3番線は車止めを挟んで向かい合うようになっており、3番線の強羅方には留置線が設けられている。
| 時期     | 第1ホーム（旧・第3ホーム）                          | 第2ホーム（旧・第2ホーム）                              | 第3ホーム（旧・第1ホーム）   |
| -------- | --------------------------------------------------- | ------------------------------------------------------- | ---------------------------- |
| 1950年 - | 5・4番線 ■鉄道線・小田急線 小田原・新宿方面（始発） | 3番線 ■鉄道線 強羅方面 2番線 ■鉄道線 小田原方面         | 1番線 ■鉄道線 留置線         |
| 1980年 - | 1・2番線 ■鉄道線・小田急線 小田原・新宿方面（始発） | 3番線 ■鉄道線 小田原方面（始発） 4番線 ■鉄道線 強羅方面 | 5番線 ■鉄道線 小田原方面     |
| 2002年 - | 1・2番線 ■鉄道線・小田急線 小田原・新宿方面（始発） | 4番線 ■鉄道線 強羅方面                                  | 5番線 ■鉄道線 小田原方面     |
| 2006年 - | 1・2番線 ■鉄道線・小田急線 小田原・新宿方面（始発） | 4番線 ■鉄道線 強羅方面                                  | 5番線 ■鉄道線 降車専用ホーム |
| 2009年 - | 1・2番線 ■鉄道線・小田急線 小田原・新宿方面（始発） | 3番線 ■鉄道線 強羅方面                                  | 4番線 ■鉄道線 臨時ホーム     |

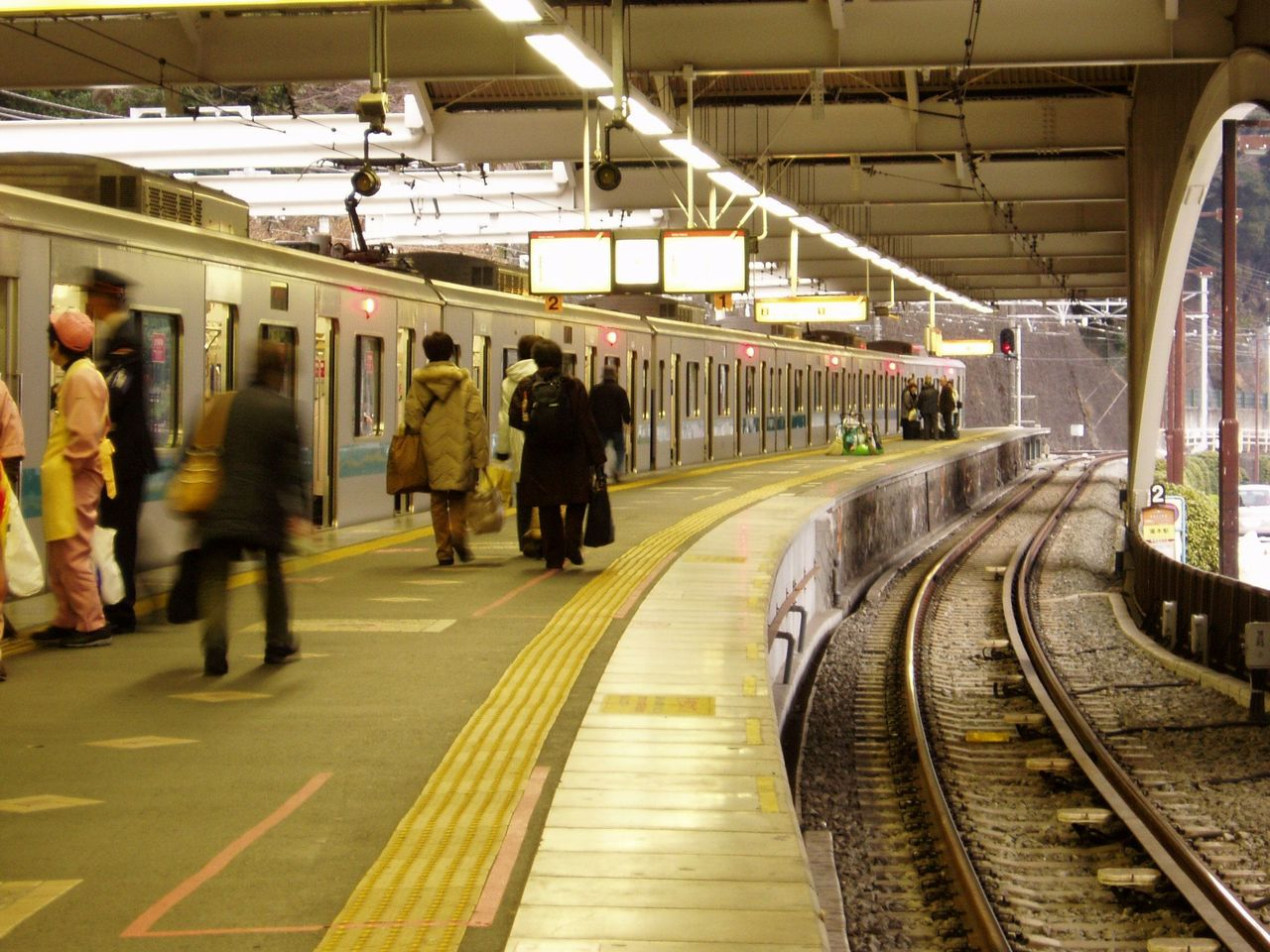
2007年当時の1・2番線ホーム（2007年2月）
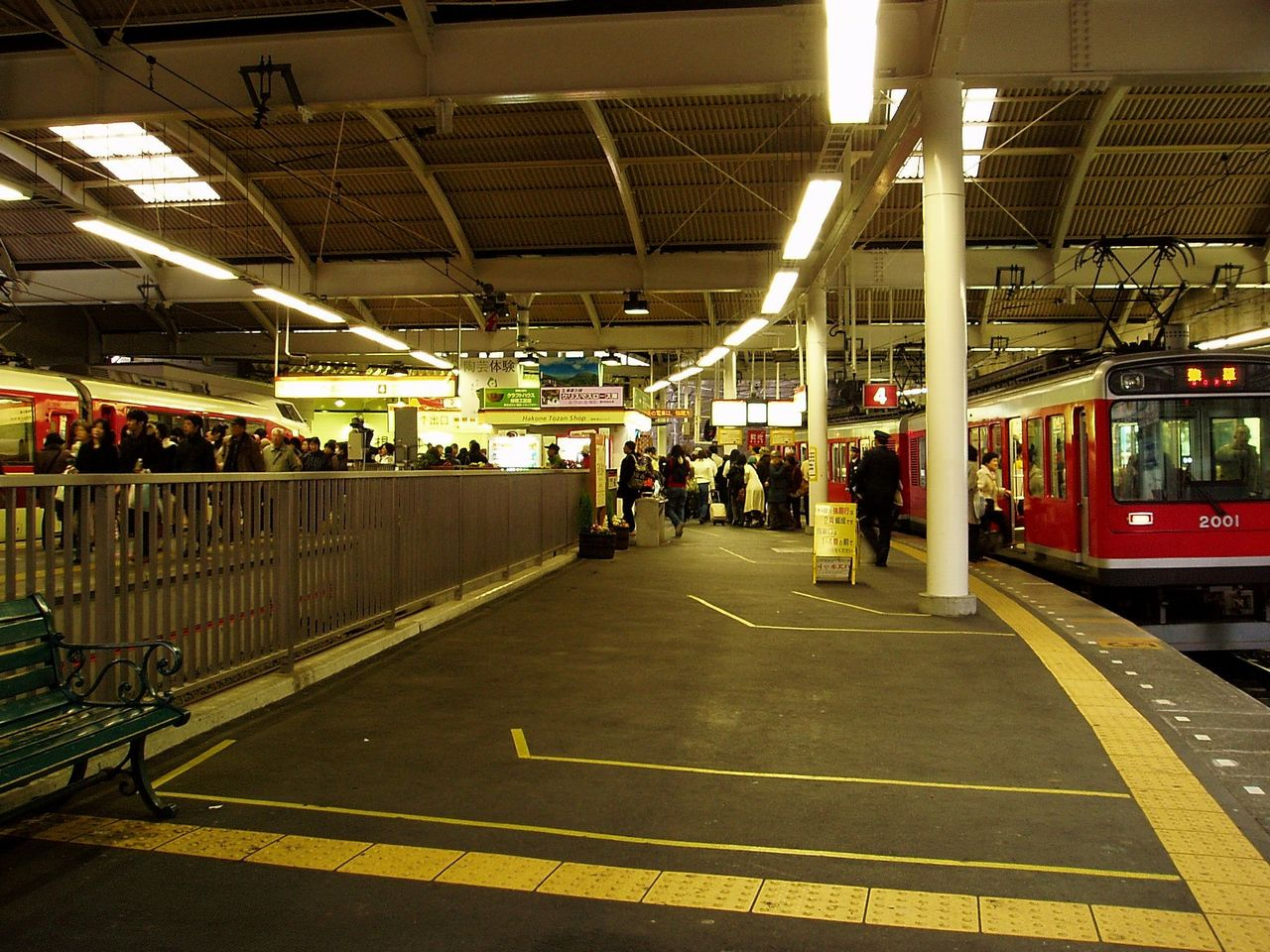
2007年当時の4番線ホーム（2007年2月）
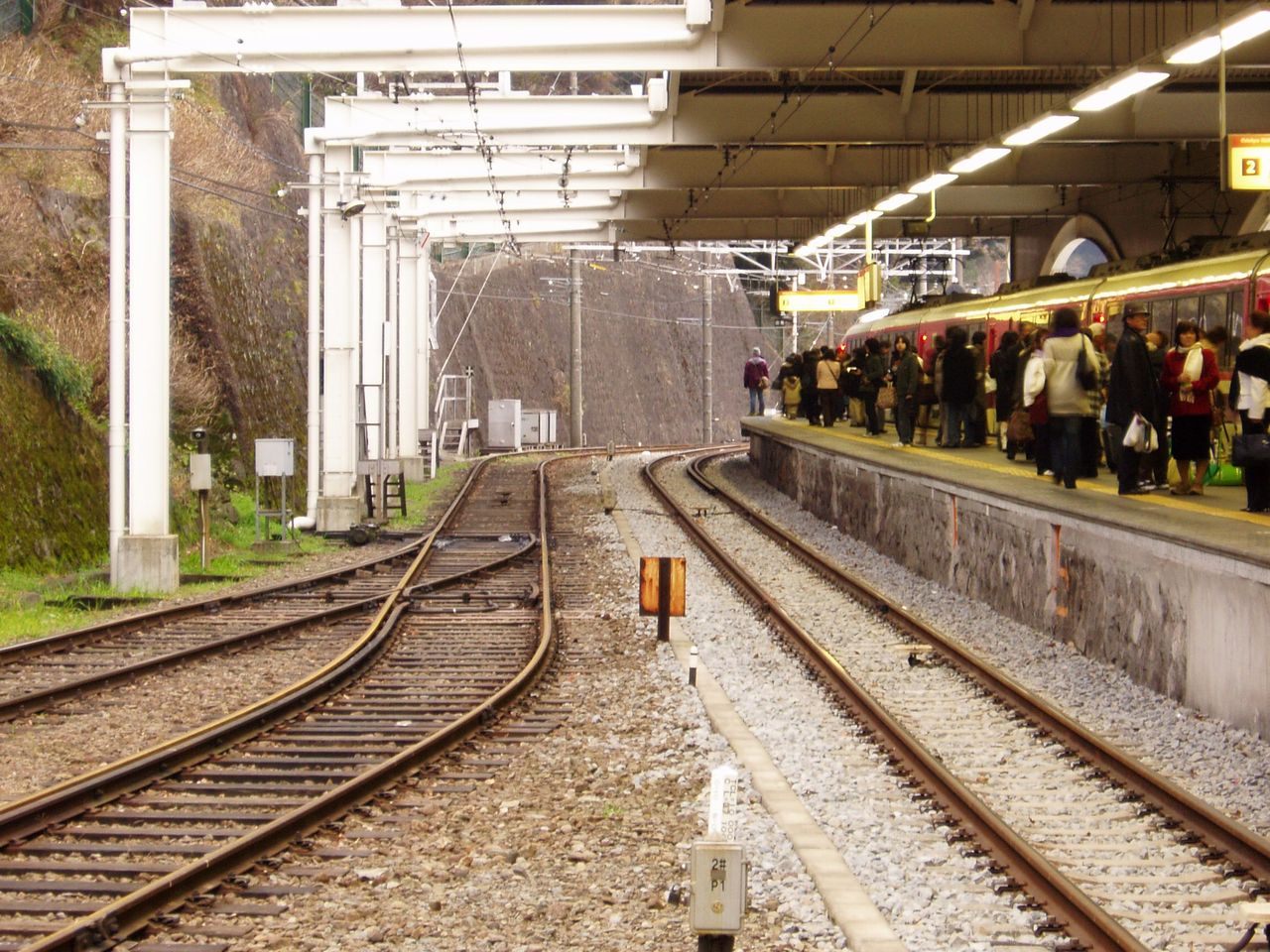
2007年当時の4番線から小田原駅方向を見る（2007年2月）

### 発車メロディ
4番線以外の全ホームで唱歌『箱根八里』の発車メロディを使用するが、4番線も臨時列車の発車時に用いる場合がある。

### 駅舎のテナント
- 箱根の市 - 駅弁・名産品・土産物販売
- 箱根カフェ
- 箱根カフェスイーツショップ
- カフェ・サンモリッツ湯本店
- 小田急トラベル - 小田原駅で提供していた外貨両替を、2015年2月から当駅でも開始した。
- えゔぁ屋 - アニメ『新世紀エヴァンゲリオン』のオフィシャルショップ。

## 利用状況
2023年度の1日平均乗降人員は9,279人で、近年の推移を下記する。
| 年度               | 1日平均 乗降人員 | 1日平均 乗車人員 | 出典     |
| ------------------ | ---------------- | ---------------- | -------- |
| 1995年（平成07年） |                  | 6,246            | [ * 1 ]  |
| 1998年（平成10年） |                  | 5,899            | [ * 2 ]  |
| 1999年（平成11年） | 11,541           | 5,742            | [ * 3 ]  |
| 2000年（平成12年） | 11,306           | 5,706            | [ * 3 ]  |
| 2001年（平成13年） | 11,426           | 5,726            | [ * 4 ]  |
| 2002年（平成14年） | 11,362           | 5,039            | [ * 5 ]  |
| 2003年（平成15年） | 11,561           | 4,815            | [ * 6 ]  |
| 2004年（平成16年） | 11,272           | 4,613            | [ * 7 ]  |
| 2005年（平成17年） | 11,547           | 4,710            | [ * 8 ]  |
| 2006年（平成18年） | 11,713           | 4,805            | [ * 9 ]  |
| 2007年（平成19年） | 11,824           | 4,846            | [ * 10 ] |
| 2008年（平成20年） | 11,338           | 4,652            | [ * 11 ] |
| 2009年（平成21年） | 11,951           | 4,533            | [ * 12 ] |
| 2010年（平成22年） | 11,679           | 4,417            | [ * 13 ] |
| 2011年（平成23年） | 10,129           | 4,317            | [ * 14 ] |
| 2012年（平成24年） | 10,940           | 4,637            | [ * 15 ] |
| 2013年（平成25年） | 11,286           | 4,771            | [ * 16 ] |
| 2014年（平成26年） | 11,419           | 4,859            | [ * 17 ] |
| 2015年（平成27年） | 10,169           | 4,357            | [ * 18 ] |
| 2016年（平成28年） | 11,263           | 4,789            | [ * 19 ] |
| 2017年（平成29年） | 11,507           | 4,955            | [ * 20 ] |
| 2018年（平成30年） | 11,179           | 4,908            | [ * 21 ] |
| 2019年（令和元年） | 10,580           | 4,746            | [ * 22 ] |
| 2020年（令和02年） | 5,996            | 2,721            | [ * 23 ] |
| 2021年（令和03年） | 6,927            |                  |          |
| 2022年（令和04年） | 8,673            |                  |          |
| 2023年（令和05年） | 9,279            |                  |          |

## 駅周辺
駅前は土産物店・飲食店・旅館が多く存在する。
- 箱根湯本温泉
- 国道1号
- 旧東海道
- 早川
- 箱根町役場
- 箱根湯本郵便局
- 早雲寺
- 箱根町立郷土資料館

## バス路線
国道1号上にバス停があり、伊豆箱根バスや箱根登山バスの路線バス、旅館送迎バスが発着する。路線バスの停留所には「OH51/112」のバス停ナンバリングが設定されている。
1番のりば
- 宮ノ下・小涌谷駅・小涌園・元箱根経由 箱根関所跡・箱根町行 - Z路線（伊豆箱根バス）
- 宮ノ下・小涌谷駅・小涌園・元箱根経由 箱根園行 - U路線（伊豆箱根バス）
- 宮ノ下・小涌谷駅・小涌園・早雲山駅入口・大涌谷（日中のみ）経由　湖尻・箱根園行 - J路線（伊豆箱根バス）

2番のりば
- 宮ノ下・小涌谷駅・小涌園経由 元箱根港・箱根町港行 - H路線（箱根登山バス）
- 宮ノ下・小涌谷駅経由 強羅駅行（箱根登山バス）
- 箱根新道・箱根町港経由 急行 元箱根港行 - R路線（箱根登山バス）

3番のりば
- 宮ノ下・宮城野・仙石経由 仙石案内所前・桃源台・湖尻行 - T路線（箱根登山バス）
- 宮ノ下・宮城野・仙石・仙石案内所前経由 ポーラ美術館行 - TP路線（箱根登山バス）
- 宮ノ下・宮城野・仙石経由 乙女峠・御殿場プレミアム・アウトレット・時之栖 御殿場高原ビール行 - L路線（箱根登山バス）

4番のりば
- 旧街道経由 上畑宿・元箱根港行 - K路線（箱根登山バス）

5番のりば
- 小田原駅行（伊豆箱根バス・箱根登山バス）

送迎バスのりば
- ホテルおかだ・ホテル南風荘行 - 湯本旅館送迎バス（A 滝通り線）（箱根登山バス）
- 伊東園ホテル箱根湯本・箱根湯本ホテル・豊栄荘・ホテルはつはな行 - 湯本旅館送迎バス（B 早雲通り線）（箱根登山バス）
- 金乃竹 塔ノ澤経由 箱根湯本駅行 - 湯本旅館送迎バス（C 塔ノ沢線）（箱根登山バス）

## 隣の駅
小田急箱根
 鉄道線（箱根登山電車）
- □特急ロマンスカー「はこね」「スーパーはこね」「メトロはこね」発着駅、「ホームウェイ」終着駅（いずれも入生田方のみ運転）

■各駅停車（全列車当駅で乗り換え）
入生田駅 (OH 50) - 箱根湯本駅 (OH 51) - 塔ノ沢駅 (OH 52)